# Ніколас Костер
Ніколас Костер (англ. Nicolas Coster; 3 грудня 1933, Лондон — 26 червня 2023, Галландейл, Флорида) — американський актор британського походження.

## Життєпис
Народився 3 грудня 1933 року у Лондоні. Батько був театральним критиком і моряком з Нової Зеландії, мати — громадянка США. Ріс у США, переважно у Каліфорнії.
1951 року закінчив Королівську академію драматичного мистецтва у Лондоні, потім навчався в Акторській студії Лі Страсберга у Нью-Йорку. Грав у виставах «Twigs» з Садою Томпсон, «Seesaw» з Мішель Лі, «Otherwise Engaged» з Томом Кортні, та «Маленькі лисички» з Елізабет Тейлор, які були поставлені на Бродвеї та в театрі Вікторія Палас у Лондоні. Його кінодебют відбувся 1953 року з епізодичною роллю моряка у фільмі Жана Негулеско «Титанік» з Барбарою Стенвік і Кліфтоном Веббом у головних ролях. Того ж року дебютував на телебаченні.
У 1984—1993 роках виконував роль Лайонела Локріджа у серіалі «Санта-Барбара» виробництва NBC, за яку 1988 року отримав премію Soap Opera Digest як найкращий актор другого плану у денному серіалі, а також чотири номінації на денну премію Еммі. 2017 року отримав денну премію Еммі як найкращий актор другого плану у драматичному серіалі за роль Джека Медісона у кримінальному веб-серіалі «Затока».
Костер був інструктором з дайвінгу і підтримував фонд, що спеціалізується на навчанні дайвінгу людей з обмеженими можливостями. Мав ліцензію капітана.
2021 року видав автобіографічну книгу «Another Whole Afternoon».
Ніколас Костер помер 26 червня 2023 року в госпіталі у місті Галландейл, штат Флорида, в 89-річному віці.

## Особисте життя
24 вересня 1960 року Костер одружився з Кендіс Гіллінгосс, танцівницею і акторкою, зіркою фільму жахів «Карнавал душ» (1962). 1 жовтня 1963 року у пари народилася дочка Кендіс, а кілька років по тому друга дочка Діннін. Розлучилися 1981 року. 2017 року Гіллінгосс розповіла історію їхнього шлюбу в автобіографічній книзі «The Odyssey and The Idiocy: Marriage to an Actor».
17 січня 1982 року одружився з Бет Пантел. 2 липня 1990 року у подружжя народився син Ян Рассел Костер, який також став актором (покінчив життя самогубством 21 грудня 2016 року). Цей шлюб також завершився розлученням, до чого призвели стосунки актора з його російською шанувальницею — москвичкою Оленою Бородуліною, молодшою за нього на 43 роки, з якою він познайомився 2010 року. Костер і Бородуліна одружилися 31 грудня 2014 року. Шлюб тривав до смерті актора.

## Вибрана фільмографія
| Рік       |    | Українська назва                            | Оригінальна назва                            | Роль                       |
| --------- | -- | ------------------------------------------- | -------------------------------------------- | -------------------------- |
| 1953      | ф  | Титанік                                     | Titanic                                      | моряк                      |
| 1953      | ф  | Щури пустелі                                | The Desert Rats                              | медик                      |
| 1954      | ф  | Чорний щит Фолворта                         | The Black Shield of Falworth                 | Гамфрі, молодий сквайр     |
| 1954      | ф  | Вигнанець                                   | The Outcast                                  | Айза Полсен                |
| 1955      | ф  | Місто тіней                                 | City of Shadows                              | Рой Феллоуз                |
| 1962      | с  | Молодий доктор Мелоун                       | Young Dr. Malone                             | доктор Метт Стіл           |
| 1965      | с  | Венді і я                                   | Wendy and Me                                 | Вінс Коллінз               |
| 1966—1967 | с  | Як обертається світ                         | As the World Turns                           | Джон Елрідж                |
| 1967—1968 | с  | Секретний шторм                             | The Secret Storm                             | професор Пол Бріттон       |
| 1970—1980 | с  | Інший світ                                  | Another World                                | Роберт Делані              |
| 1970—1972 | с  | Сомерсет                                    | Somerset                                     | Роберт Делані              |
| 1971      | ф  | Спортивний клуб                             | The Sporting Club                            | Джеймс Квін                |
| 1976      | ф  | Вся президентська рать                      | All President's Men                          | Маркхем                    |
| 1976      | ф  | Новий кулак люті                            | Fury of the Dragon                           | Грегорі                    |
| 1977      | ф  | МакАртур                                    | MacArthur                                    | полковник Сідні Гафф       |
| 1977      | тф | Воєнний трибунал Джорджа Армстронга Кастера | The Court-Martial of George Armstrong Custer | Філіп Шерідан              |
| 1977      | с  | Янголи Чарлі                                | Charlie's Angels                             | професор Кройдон           |
| 1978      | с  | Маленький будиночок в преріях               | Little House on the Prairie                  | Ленсфорд Інголлз           |
| 1978—1980 | с  | Даллас                                      | Dallas                                       | Лайл Слоан / Джо Морріс    |
| 1978      | с  | Чудо-жінка                                  | Wonder Woman                                 | Сайлас Локгарт             |
| 1978      | ф  | Повільний танець у великому місті           | Slow dancing in the Big Sity                 | Девід Філлмор              |
| 1979      | ф  | Конкорд: Аеропорт 79                        | The Concord: Airport'79                      | доктор Стоун               |
| 1979      | ф  | Електричний вершник                         | The Electric Horseman                        | Фіцджеральд                |
| 1980      | ф  | Маленькі спокусниці                         | Little Darlings                              | містер Вітні               |
| 1980      | ф  | Психи в тюрязі                              | Stir Crazy                                   | Генрі Семпсон              |
| 1980      | с  | Бак Роджерс у 25-му столітті                | Buck Rogers in the 25th Century              | Аллерік                    |
| 1981      | ф  | Переслідування Д. Б. Купера                 | The Pursuit of D.B. Cooper                   | Ейвері                     |
| 1981      | ф  | Червоні                                     | Reds                                         | Пол Траллінгер             |
| 1982      | с  | Подружжя Гарт                               | Hart to Hart                                 | Фред Бруніс                |
| 1983      | тф | Княжна Дейзі                                | Princess Daisy                               | Метті Файрстоун            |
| 1983      | с  | Лицар доріг                                 | Knight Rider                                 | Росс Менлі                 |
| 1983      | с  | Ті Джей Гукер                               | T. J. Hooker                                 | Кевін Манді                |
| 1983      | с  | Магнум, приватний детектив                  | Magnum, P.I.                                 | Енді Маккензі              |
| 1984      | с  | Одне життя, щоб жити                        | One Life to Live                             | Ентоні Макана              |
| 1984—1993 | с  | Санта-Барбара                               | Santa Barbara                                | Лайонел Локрідж            |
| 1986      | с  | Альфред Гічкок представляє                  | Alfred Hitchcock Presents                    | Філ                        |
| 1986      | тф | Мадам з Беверлі-Гіллз                       | Beverly Hills Madam                          | дядько Едгар               |
| 1988      | ф  | Великий бізнес                              | Big Business                                 | Гант Шелтон                |
| 1988      | с  | Вона написала вбивство                      | Murder, She Wrote                            | доктор Крейг Закарі        |
| 1990      | ф  | На світанку                                 | By Dawn’s Early Light                        | генерал Реннінг            |
| 1990      | ф  | Весілля Бетсі                               | Betsy's Wedding                              | Гаррі Ловелл               |
| 1990      | с  | Зоряний шлях: Нове покоління                | Star Trek: New Generation                    | адмірал Ентоні Хафтел      |
| 1991      | с  | Макгайвер                                   | MacGiver                                     | Док                        |
| 1991      | с  | Район Беверлі-Гіллз                         | Beverly Hills 90 210                         | Джордж Азарян              |
| 1991      | с  | Метлок                                      | Matlock                                      | Честер Геддіс              |
| 1991—1993 | с  | Закон і порядок                             | Law & Order                                  | Морган Штерн / Рейд Маллен |
| 1994—1995 | с  | Як обертається світ                         | As the World Turns                           | Едуардо Грімальді          |
| 1996      | тф | Дрейфуючи серця                             | Hearts Adrift                                | Гаррі Вінслоу              |
| 1996      | тф | Замкнене коло                               | Danielle Steel's Full Sircle                 | Артур                      |
| 1997      | с  | Трейсі приймає виклик                       | Tracey Takes On                              | сенатор Рендел Стівенс     |
| 1998      | ф  | Свобода удару                               | Freedom Strike                               | адмірал Торранс            |
| 1998      | с  | Золоті крила Пенсаколи                      | Pensacola: Wings of Gold                     | Гантер Макріді             |
| 1998      | с  | Доктор Квін, жінка-лікар                    | Dr. Quinn, Medicine Woman                    | суддя Блейсдел             |
| 1998—1999 | с  | Третя планета від Сонця                     | 3rd Rock from the Sun                        | канцлер Стівенс            |
| 2001—2005 | с  | Всі мої діти                                | All My Children                              | Стівен Ендрюс              |
| 2006      | с  | Мертва справа                               | Cold Case                                    | Броган Купер               |
| 2008      | ф  | Гонка                                       | Race                                         | Джейк Гібсон               |
| 2010—2019 | с  | Затока                                      | The Bay                                      | Джек Медісон, мер Бей-сіті |
| 2023      | ф  | Пасадіна                                    | Cold Turkey                                  | Стів Атлі                  |
| 2015      | ф  | Південна сторона                            | The Southside                                | містер Бредшоу             |
| 2016      | с  | Молодий Папа                                | The Young Pope                               | американський журналіст    |
| 2016      | ф  | Хімічний розріз                             | Chemical Cut                                 | ветеран                    |
| 2018      | ф  | Група крові                                 | Blood Type                                   | Джо                        |
| 2020      | ф  | Глибоководні                                | Deep Ones                                    | Фінлі                      |
| 2020      | ф  | Останній чародій                            | The Last Exorcist                            | архієпископ Норман         |
| 2021      | с  | Американська історія злочинів               | American Crime Story                         | Ллойд Катлер               |
| 2022      | с  | Мертвий для мене                            | Dead to Me                                   | Джим Вуд                   |
| 2023      | с  | Новачок: Федерали                           | The Rookie: Feds                             | Джозеф Сісеро              |

## Нагороди та номінації
Soap Opera Digest Award
- 1986 — Номінація на найкращого актора другого плану у денному серіалі (Санта-Барбара).
- 1988 — Найкращий актор другого плану у денному серіалі (Санта-Барбара).

Еммі (Дейтайм)
- 1986 — Номінація на найкращого актора у драматичному серіалі (Санта-Барбара).
- 1988 — Номінація на найкращого актора другого плану у драматичному серіалі (Санта-Барбара).
- 1991 — Номінація на найкращого актора у драматичному серіалі (Санта-Барбара).
- 1992 — Номінація на найкращого актора у драматичному серіалі (Санта-Барбара).
- 2017 — Найкращий актор другого плану або запрошений актор у денному драматичному серіалі (Затока).

Indie Series Awards
- 2012 — Номінація на найкращого актора другого плану — драма (Затока).
- 2017 — Номінація на найкращого актора другого плану — драма (Затока).